# Gran Premio motociclistico del Belgio 1971
Il Gran Premio motociclistico del Belgio fu il quinto appuntamento del motomondiale 1971.
Si svolse il 4 luglio 1971 sul Circuito di Spa-Francorchamps. Corsero tutte le classi meno la 350.
Il GP fu segnato dalla morte del francese Christian Ravel, caduto e sbalzato contro i guardrail a bordo pista mentre lottava per il secondo posto della 500, gara vinta da Giacomo Agostini.
In 250 Silvio Grassetti ottenne la seconda vittoria stagionale per l'MZ, approfittando di un "dritto" di Phil Read alla Source.
La gara della 125 vide i ritiri dei favoriti Dave Simmonds, Gilberto Parlotti, Ángel Nieto e Börje Jansson. La vittoria andò a Barry Sheene (prima vittoria nel Mondiale per l'inglese) in sella a una Suzuki ex ufficiale già appartenuta a Stuart Graham.
Jan de Vries vinse nella 50 davanti alla Kreidler-Van Veen gemella di Jos Schurgers e a Nieto.
Nei sidecar, vittoria per Siegfried Schauzu.

## Classe 500

### Arrivati al traguardo
| Pos. | Pilota             | Moto      | Tempo     | Punti |
| ---- | ------------------ | --------- | --------- | ----- |
| 1    | Giacomo Agostini   | MV Agusta | 55' 19" 7 | 15    |
| 2    | Eric Offenstadt    | Kawasaki  | +1' 44" 4 | 12    |
| 3    | Jack Findlay       | Suzuki    | +1' 45" 6 | 10    |
| 4    | Rob Bron           | Suzuki    | +1 giro   | 8     |
| 5    | Ron Chandler       | Kawasaki  | +1 giro   | 6     |
| 6    | Kurt-Ivan Carlsson | Yamaha    | +1 giro   | 5     |
| 7    | Frank Perris       | Suzuki    | +1 giro   | 4     |
| 8    | Jerry Lancaster    | Yamsel    | +1 giro   | 3     |
| 9    | Piet van der Wal   | Kawasaki  | +1 giro   | 2     |
| 10   | Billie Nelson      | Paton     | +1 giro   | 1     |

### Ritirati
| Pilota            | Moto      | Motivo ritiro     |
| ----------------- | --------- | ----------------- |
| Jim Curry         | Seeley    |                   |
| Martin Carney     | Kawasaki  |                   |
| Keith Turner      | Suzuki    |                   |
| Theo Louwes       | Kawasaki  |                   |
| Alberto Pagani    | LinTo     |                   |
| Gyula Marsovszky  | LinTo     |                   |
| John Dodds        | König     |                   |
| Ernst Hiller      | Kawasaki  |                   |
| Christian Ravel   | Kawasaki  | incidente mortale |
| Bosse Granath     | Husqvarna |                   |
| Dave Simmonds     | Kawasaki  |                   |
| Tommy Robb        | Seeley    |                   |
| Alan Barnett      | Aermacchi |                   |
| Maurice Hawthorne | Kawasaki  |                   |
| Lothar John       | Yamaha    |                   |

## Classe 250

### Arrivati al traguardo
| Pos | Pilota           | Moto     | Tempo     | Punti |
| --- | ---------------- | -------- | --------- | ----- |
| 1   | Silvio Grassetti | MZ       | 35' 10" 6 | 15    |
| 2   | John Dodds       | Yamaha   | +9" 9     | 12    |
| 3   | Dieter Braun     | Yamaha   | +10" 6    | 10    |
| 4   | Paul Smart       | Yamaha   | +13" 4    | 8     |
| 5   | Chas Mortimer    | Yamaha   | +14" 4    | 6     |
| 6   | Rodney Gould     | Yamaha   | +15" 3    | 5     |
| 7   | Gyula Marsovszky | Yamaha   | +15" 3    | 4     |
| 8   | Theo Bult        | Yamsel   | +21"      | 3     |
| 9   | László Szabó     | Yamaha   | +21" 8    | 2     |
| 10  | Günter Bartusch  | MZ       | +42" 3    | 1     |
| 11  | Börje Jansson    | Yamasaki | +43" 8    |       |
| 12  | Karl Auer        | Yamaha   | +1' 09" 4 |       |
| 13  | Billie Nelson    | Yamaha   | +1' 52" 1 |       |
| 14  | Leo Commu        | Yamaha   | +2' 15" 4 |       |
| 15  | Toni Gruber      | Yamaha   | +2' 20" 6 |       |

## Classe 125

### Arrivati al traguardo
| Pos | Pilota             | Moto      | Tempo     | Punti |
| --- | ------------------ | --------- | --------- | ----- |
| 1   | Barry Sheene       | Suzuki    | 33' 21" 5 | 15    |
| 2   | Gert Bender        | Maico     | +9" 5     | 12    |
| 3   | Dieter Braun       | Maico     | +23"      | 10    |
| 4   | Cees van Dongen    | Yamaha    | +38" 7    | 8     |
| 5   | Chas Mortimer      | Yamaha    | +1' 02" 7 | 6     |
| 6   | Jürgen Lenk        | MZ        | +2' 06"   | 5     |
| 7   | Rodney Gould       | Yamaha    | +2' 51" 1 | 4     |
| 8   | Thomas Heuschkel   | MZ        | +2' 57" 7 | 3     |
| 9   | Eugenio Lazzarini  | Maico     | +3' 01" 4 | 2     |
| 10  | Tommy Robb         | Yamaha    | +3' 15" 8 | 1     |
| 11  | László Szabó       | MZ        | +3' 16"   |       |
| 12  | Ryszard Mankiewicz | MZ        | +3' 16" 4 |       |
| 13  | Paolo Pileri       | Aermacchi | +4' 35" 7 |       |
| 14  | Yves Le Toumelin   | Maico     | +5' 12" 9 |       |
| 15  | Oronzo Memola      | Maico     | +5' 15" 1 |       |

## Classe 50

### Arrivati al traguardo
| Pos | Pilota             | Moto     | Tempo     | Punti |
| --- | ------------------ | -------- | --------- | ----- |
| 1   | Jan de Vries       | Kreidler | 21' 29" 2 | 15    |
| 2   | Jos Schurgers      | Kreidler | +10" 5    | 12    |
| 3   | Ángel Nieto        | Derbi    | +13" 7    | 10    |
| 4   | Aalt Toersen       | Jamathi  | +1' 09" 7 | 8     |
| 5   | Nico Polane        | Kreidler | +1' 22" 5 | 6     |
| 6   | Herman Meijer      | Jamathi  | +1' 53" 9 | 5     |
| 7   | Juan Parés March   | Derbi    | +2' 10" 2 | 4     |
| 8   | Harald Bartol      | Kreidler | +2' 28" 8 | 3     |
| 9   | Ryszard Mankiewicz | Kreidler | +3' 28" 8 | 2     |
| 10  | Manfred Kugler     | Kreidler | +3' 30" 6 | 1     |

## Classe sidecar

### Arrivati al traguardo
| Pos | Pilota                | Passeggero       | Moto      | Tempo     | Punti |
| --- | --------------------- | ---------------- | --------- | --------- | ----- |
| 1   | Siegfried Schauzu     | Wolfgang Kalauch | BMW       | 33' 09" 3 | 15    |
| 2   | Horst Owesle          | Julius Kremer    | Münch-URS | +2" 5     | 12    |
| 3   | Georg Auerbacher      | Hermann Hahn     | BMW       | +28" 3    | 10    |
| 4   | Heinz Luthringshauser | Armgard Neumann  | BMW       | +41" 8    | 8     |
| 5   | Jean-Claude Castella  | Albert Castella  | BMW       | +42" 2    | 6     |
| 6   | Arsenius Butscher     | Josef Huber      | BMW       | +42" 5    | 5     |
| 7   | Graham Milton         | John Thornton    | BMW       | +46" 2    | 4     |
| 8   | Siegfried Maier       | Harald Mathews   | BMW       | +1' 51" 2 | 3     |
| 9   | Jeff Gawley           | Graham Alcock    | BMW       | +2' 58" 8 | 2     |
| 10  | Hermann Binding       | Helmut Fleck     | BMW       | +3' 06" 8 | 1     |